# شارلاتان (فیلم ۱۳۸۳)
شارلاتان فیلمی کمدی - عاشقانه به کارگردانی آرش معیریان، تهیه‌کنندگی حسین فرح‌بخش وعبدالله علیخانی و نویسندگی حسین فرح‌بخش محصول سال ۱۳۸۳ است.
این فیلم در تاریخ ۲۶ اسفند ۱۳۸۲ شروع به فیلم‌برداری شد و در تاریخ ۶ اردیبهشت ۱۳۸۳ کار فیلم‌برداری آن پایان یافت، همچنین شارلاتان در ۱۲ خرداد ۱۳۸۴ بر روی پرده سینما رفت.

## خلاصه فیلم
شارلاتان روایتگر داستان دو جوان هم‌خانه به نامهای حسن (امین حیایی) و بهروز (سید جواد رضویان) می‌باشد که اوضاع مالی خوبی ندارند و بهروز با موتور در بیرون مسافرکشی می‌کند و حسن فیلم نامه نویس است که هنوز موفق به فروش فیلمنامه‌هایش نشده است بنابراین به یک شرکت تولید فیلم می‌رود و فیلمنامه اش را در آنجا شرح می‌دهد که فیلم نامه دربارهٔ دو جوان است که می‌خواهند شرافتمندانه زندگی کنند و در این میان یک اتفاق برای آنها رخ می‌دهد…

## بازیگران
امین حیایی در نقش حسن
جواد رضویان در نقش بهروز
مهران غفوریان در نقش همایون و رئیس شرکت فیلم‌سازی
شقایق فراهانی در نقش مهشید
ارژنگ امیرفضلی در نقش شهرام
اصغر سمسارزاده در نقش شاهرخی
لیلا بوشهری در نقش مریم
انوشیروان نعیمی
شهرام جمشیدی
جلیل ملک‌زاده